# Aeroportul Oran Es Sénia
Aeroportul Oran Es Sénia (IATA: ORN, ICAO: DAOO) este un aeroport din Provincia Oran, Algeria ce deservește zona Oran. Aeroportul a fost tranzitat în 2017 de 1.938.373 de pasageri. A fost numit după Ahmed Ben Bella⁠(d).
Situat la o altitudine de 91 m, aeroportul dispune de 2 piste.

## Infrastructură

### Piste
Aeroportul dispune de 2 piste. Pista 07L/25R are suprafața de beton și dimensiunile 3.060 m × 45 m. Pista 07R/25L are suprafața de beton și dimensiunile 3.000 m × 45 m. 